# Eissa Meer
Nour Eissa Meer Abdulrahman (16 de julho de 1957) é um ex-futebolista emiratense, que atuava como defensor.

## Carreira
Eissa Meer integrou a histórica Seleção Emiratense de Futebol da Copa do Mundo de 1990. 